# Lotus 100T
A Lotus 100T egy Formula–1-es versenyautó, amelyet a Team Lotus tervezett az 1988-as Formula–1 világbajnokságra. Pilótái a címvédő világbajnok Nelson Piquet és a japán Nakadzsima Szatoru voltak. Ez volt a csapat utolsó turbómotoros autója a technika betiltása előtt.

## Tervezése
Az autó az elődmodell 99T továbbfejlesztése volt, gyakorlatilag az átdolgozott orr-részt és hátsó részt leszámítva ugyanaz volt. Ugyanaz a 640 lóerős, másfél literes Honda turbómotor hajtotta, mint az előző évben is, és ugyanaz, mint amit a McLaren-csapat is használt.
Ami lényeges különbség volt, hogy nem használták ebben az évben az aktív felfüggesztést, amit az előző évben Ayrton Senna kérésére vetettek be - pedig ekkoriban a technika még forradalmi újdonság volt. A Lotus úgy gondolta, hogy a rendszer össztömege (kb. 25 kg), az FIA új szabályai miatt egyébként is közel 300 lóerővel visszafogott turbómotor-teljesítmény, és az aktív felfüggesztés által igényelt kb. 5 százalékos teljesítményveszteség együttesen nem érte volna meg, ezért visszaálltak egy hagyományosabb, a Bilstein által tervezett felfüggesztésre.

## Az idény
Hiába igazolta le a Lotus a regnáló világbajnokot a távozó Senna helyére, a Lotus ebben az évben a "futottak még" kategóriába került át. Piquet sok pontot szerzett, háromszor még a dobogóra is felállhatott, de az autók nem voltak elég gyorsak, így 1981 óta először nem szereztek se győzelmet, se pole pozíciót. Monacóban Nakadzsima nem tudott a nagydíjra sem kvalifikálni, ami az első alkalom volt, hogy egy Honda-turbómotoros autó ne legyen erre képes. Nakadzsima ezt a "bravúrt" Detroitban is megismételte.
Sokan úgy vélték, hogy Piquet, ha nem is nyer futamokat, de legalább az élcsapatok pilótái mögött a legjobb lesz, ehhez képest nyújtott csalódást keltő teljesítményt. Piquet egy 2012-es interjúban beismerte, hogy az 1987-es san marinói balesete után már soha nem volt a régi, és 1991-es visszavonulásáig már csak a pénz miatt versenyzett. Nakadzsima kapcsán is sokan fogalmaztak meg kritikát, mondván hogy a Formula–1-be, és a Lotushoz is a Honda tette be őt. Nem könnyítette meg a csapat helyzetét, hogy a McLaren MP4/4, amely ugyanazt a motort használta, totálisan dominált abban az évben.
Szezon közben a Lotus tesztpályáján a korábbi háromszoros bajnok Jackie Stewart is tesztelte az autót. Miután kipróbálta, elmondta, hogy szerinte az autó alapvető problémája, hogy a kasztnija nem elég merev, túlságosan hajlik vezetés közben, és nem bírja el a nagy teljesítményű Honda-motor által kifejtett erőhatásokat. Ez a vélemény egybevágott Piquet, Nakadzsima, illetve a tesztpilóta Martin Donnelly véleményével is. Elmondta azt is, hogy nem túl kényelmes ülni az autóban, és hogy a kijelző a zsúfoltság miatt szinte olvashatatlan vezetés közben. Ha ez nem lett volna elég, menet közben meg is kellett állnia, mert a kesztyúje beszorult a kormánykerék és a kasztni közé.
A címvédő Piquet mindössze a hatodik helyen zárt 22 gyűjtött ponttal. Nakadzsima egyedül az idénynyitó versenyen gyűjtött 1 pontot. A Lotus negyedik lett a bajnokságban, az év végén pedig a főtervező Gerard Ducarouge is elhagyta a csapatot, valamint a Honda, mert a félretervezett 100T miatt a csapat nem tudott megfelelő tesztautót építeni nekik az új V10-es motorjukhoz.

## Eredmények
| Év   | Csapat           | Motor                 | Gumik | Pilóták            | 1        | 2          | 3      | 4      | 5      | 6        | 7             | 8              | 9           | 10           | 11      | 12          | 13         | 14            | 15    | 16         | Pontok | Helyezés |
| ---- | ---------------- | --------------------- | ----- | ------------------ | -------- | ---------- | ------ | ------ | ------ | -------- | ------------- | -------------- | ----------- | ------------ | ------- | ----------- | ---------- | ------------- | ----- | ---------- | ------ | -------- |
| 1988 | Camel Team Lotus | Honda RA168E V6 turbó | G     |                    | Brazília | San Marino | Monaco | Mexikó | Kanada | Michigan | Franciaország | Nagy-Britannia | Németország | Magyarország | Belgium | Olaszország | Portugália | Spanyolország | Japán | Ausztrália | 23     | 4.       |
| 1988 | Camel Team Lotus | Honda RA168E V6 turbó | G     | Nelson Piquet      | 3        | 3          | KI     | KI     | 4      | KI       | 5             | 5              | KI          | 8            | 4       | KI          | KI         | 8             | KI    | 3          | 23     | 4.       |
| 1988 | Camel Team Lotus | Honda RA168E V6 turbó | G     | Nakadzsima Szatoru | 6        | 8          | NK     | KI     | 11     | NK       | 7             | 10             | 9           | 7            | KI      | KI          | KI         | KI            | 7     | KI         | 23     | 4.       |

## Fordítás
Ez a szócikk részben vagy egészben  a   Lotus 100T című angol Wikipédia-szócikk ezen változatának fordításán alapul.  Az eredeti cikk szerkesztőit annak laptörténete sorolja fel. Ez a jelzés csupán a megfogalmazás eredetét és a szerzői jogokat jelzi, nem szolgál a cikkben szereplő információk forrásmegjelöléseként.